# Otto Müller (lottatore)
Otto Müller (21 giugno 1899 – ...) è stato un lottatore svizzero, specializzato nella lotta libera.

## Palmarès

### Olimpiadi
- Bronzo a Parigi 1924 nei pesi welter.